# Xenia Onatopp
 (novembre 2018).
Si vous disposez d'ouvrages ou d'articles de référence ou si vous connaissez des sites web de qualité traitant du thème abordé ici, merci de compléter l'article en donnant les références utiles à sa vérifiabilité et en les liant à la section « Notes et références ».
Xenia Sergeyevna Onatopp (russe : Ксения Сергеевна Онатопп) est une antagoniste dans le film GoldenEye de James Bond, jouée par l'actrice néerlandaise, Famke Janssen. 

## Histoire dans le film
Onatopp, née dans l’ancienne république soviétique de Géorgie, était pilote de chasse dans l’armée de l’air soviétique. Après l’écroulement de l’URSS, elle a rejoint l’organisation criminelle Janus. Sadique et masochiste, Onatopp adore tuer ses ennemis notamment en usant de ses charmes. Sa caractéristique principale est qu’elle peut éprouver de la satisfaction sexuelle par le meurtre. Dans l’une de ses premières apparitions du film, elle séduit un amiral canadien sur son yacht. Elle écrase sa poitrine entre ses cuisses, le tuant. Onatopp en profite pour lui dérober sa pièce d’identité. Elle peut ainsi voler un prototype de Tigre Eurocopter, dont un vol d'essai très en vue est prévu. Peu avant sa mort, Onatopp descend d’un hélicoptère et attaque Bond. Elle l’enserre et tente de le tuer de la même façon que l’amiral. Bond se défend en attachant la corde qu’elle a utilisé pour descendre de l’hélicoptère à son harnais de sécurité, après la diversion de Natalya Simonova. Puis, avant que son assaillante n'ait le temps de réagir, l’espion abat le pilote de l’hélicoptère avec son fusil AKS-74U. N’ayant plus aucun pilote, l’appareil s’éloigne. Onatopp est alors prise au piège dans les branches d’un arbre et son harnais enserre sa poitrine. Elle meurt donc étouffée.
Dans le film, Onatopp pourrait être bisexuelle. Dans une courte scène, lorsqu'elle essaye de tuer James Bond de manière sexuelle, Natalya Simonova tente de la frapper avec un gros morceau de bois. Onatopp lui répond "Toi, tu attends ton tour", on supposerait qu'elle envisageait de tuer Simonova de la même manière. Elle serait, dans ce cas, la deuxième James Bond Girls d'orientation sexuelle différente après Pussy Galore dans Goldfinger en 1964. 

## Autre
- Xenia Onatopp est un personnage ennemi dans le jeu GoldenEye 007 pour Nintendo 64. Elle est équipée d'un lance-grenades et d'un pistolet mitrailleur RC-P90, le joueur la rencontre dans le niveau Jungle.
- Le personnage de Xenia Onatopp est également présent dans le multijoueur de 007: Nightfire.